# Анна Кляйн
Ганна Голофськи (Голофскі), змінила на Анна, у шлюбі Кляйн (англ. Anne Klein; 3 серпня 1923 Бруклін, Нью-Йорк, США — 19 березня 1974 Маунт-Синай, Нью-Йорк, США) — американська модельєрка, засновниця бренду Anne Klein. Творчиня категорії одягу «Junior Miss» та поясу для мініспідниці.

## Біографія
Народилася 3 серпня 1923 року в Брукліні, Нью-Йорк.
З 1937 по 1938 навчалася в Traphagen School of Design в Нью-Йорку. В 1948 році одружилася з Беном Кляйном.
У 1948 році почала працювати головною дизайнеркою створеної того ж року компанії її чоловіка Junior Sophisticates. 
У 1967 році Анна Кляйн запатентувала пояс, призначений для мініспідниці.
У 1963 одружилася з Матвієм Рубенштейном. У 1968 році заснувала з ним компанію Anne Klein & Company, що спочатку виготовляла лише спортивний одяг, а пізніше розширилася, щоб почати виготовляти інший одяг. В 1973 році компанія стала міжнародною. Також у 1973 році Анна Кляйн взяла участь у The Battle of Versailles Fashion Show.
У 1974 році Анна Кляйн померла від раку молочної залози.

## Нагороди
- Mademoiselle Merit Award, 1954[4]
- Coty American Fashion Critics Award, 1955, 1969, 1971[4]
- Neiman Marcus Award, 1959, 1969 (Анна Кляйн була першим дизайнером, яка отримала цю нагороду двічі)[4][5]
- Lord & Taylor Award, 1964[4]
- National Cotton Council Award, 1965[4]
- Індукція у Coty Fashion Hall of Fame, 1971[5]